# Robert T. Browne
Robert Tecumtha Browne (La Grange, Texas, 16 de julio de 1882 -  Nueva York, 15 de octubre de 1978), fue un Filósofo, Científico  y Hermetista Norteamericano.

## Biografía
Inicio sus estudios en la escuela all-Negro Samuel Huston College, Ya de adulto luchó por la disminución de impuestos en la ciudad de New York y perteneció a la Iglesia metodista de Austing, a la cual representó internacionalmente en congresos religiosos, curiosamente alternadamente con sus ocultos estudios de Teosofía.
En 1914 escribió su primer ensayo llamado “Hyperspace and Evolution of New Psychic Faculties.”, el cual fue afinando por 7 años en los cuales le fue descargado el total del contenido a publicar en ese entonces que ya culminado título: “A Study of the Hyperspace Movement in the Light of the Evolution of New Psychic Faculties and an Inquiry into the Genesis and Essential Nature of Space”, el cual los editores de E. P. Dutton & Co cambiaron a “The Mistery Of Space” y dejaron el título original como un Subtítulo en la Primera edición del libro en 1919. El cual se publicó en Londres y Nueva York. Fue el primer libro escrito por un afroamericano impreso por una editorial de blancos.
El libro fue aclamado por la crítica. El experto Benjamin De Casseres del New York Times dijo "El mayor de todos los libros de los últimos tiempos sobre el espacio”.
En 1915 recibió el honor de ser incluido en la publicación Who's Who of the Colored Race A General Biographical Dictionary of Men and Women of African Descent (1915) de Frank Lincoln Mather.
En el año 1918 publica el Exhibition Catalogue: First Annual Exhibition of Books, Manuscripts, Paintings, Engravings, Sculptures, Et Cetera junto Arthur Alfonso Schomburg (24 de enero de 1874 – 8 de junio de 1938) afrodescendiente nacido en Puerto Rico en 1874, fue educador, activista, intelectual e  historiador reconocido y uno de los mayores colectores de libros de historia sobre la vida del hombre negro en el mundo.  
1922-1933 vivió en Brooklyn, Nueva York, y trabajo en la organización de la Academia de las Naciones, junto con Arvid Reulterdahl, José Comas Solá,  Hudson Maxim, J. G. A. Goedhart, Sten Lothigius, Stjepan Mohorovicic y un grupo de altos eruditos provenientes de América, Alemania, Japón, Italia y Rusia.
En 1933 hasta 1942 vivió sin incidentes en las Filipinas hasta que el ejército japonés invadió y fue hecho prisionero de guerra has ser liberado fue liberado por paracaidistas estadounidenses y guerrilleros filipinos en un ataque muy oportuno en 1945 liderado por Douglas McArthur.
Según cuenta Christopher Moore en “Fighting for América: Black Soldiers, The Unsung Heroes of World War II”, el Browne enseñó a Visualizar a las personas en el campo de  concentración para que no murieran de hambre en una filosofía que salvo vidas en el campo de concentración de los Baños y se reconoció como “Visualización Científica”
Dice Moore textual: 
"Visualiza la naranja y pruebala", aconsejó Browne. "Siente sus nutrientes entrar en tu cuerpo y como te hacen sentir más fuerte." Él animó a sus estudiantes a idear tantas técnicas psicológicas como fue posible para superar su obsesión por el hambre. La Recopilación de recetas y concentración  aguda para cada ingrediente, dijo Browne, ayudaría a superar los déficits nutricionales que estaban consumiendo el cuerpo y la mente.
La filosofía de Browne extendido por todo el campamento y es un hecho que ayudó a aplazar o al menos retrasar en parte el intenso dolor psicológico asociado con la desnutrición y el hambre. La técnica de visualización se convirtió en un fenómeno campamento. Las personas llevaban  menús y leían recetas como novelas. Con simplemente el puño de una mano, los profesionales creativos hacen las piernas de pavo o hamburguesas, las zanahorias y el maíz de sus dedos, se cerraron las hojas se convirtieron en los conos de helado, y bebían leche imaginaria, zumos, té, café y otras bebidas heladas”.
Una vez liberado regresó a Nueva York donde se casa por segunda vez con Cecilia Michell con la cual adoptó una niña de filipina. Posteriormente fundó la Sociedad Hermética para el Servicio Mundial en un viaje a Mount Shasta en 1950 acompañado por Edgar Mason Kneedler. A esta organización se unieron personalidades como Rafael Vásquez, el poeta Miguel Alfonseca y el actor, director y dramaturgo Iván García Guerra.

## Obras publicadas
- El Misterio del Espacio (1919)
- Cabriba (1920)
- Pantelicon